# Because of You (JUJUの曲)
「Because of You」（ビコーズ・オブ・ユー）は、2017年3月22日 に発売のJUJUの34枚目 のシングル楽曲。発売元はソニー・ミュージックアソシエイテッドレコーズ。

## 概要
前作の「believe believe/あなた以外誰も愛せない」から約3ヶ月振りとなる。
表題曲「Because of You」は、3月24日より公開される映画『パッセンジャー』の日本語吹替版テーマソングの為に書き下ろした珠玉のバラードとなっている。カップリングには、ファンから募集した、｢大切な人との想い出｣、｢忘れられない想い出｣などの “リアルストーリー” をもとに制作した「あの夜のふたり」と、ウルフルズの名曲「笑えれば」を収録。同楽曲は2月22日発売のトリビュートアルバム『ウルフルズTribute 〜Best of Girl Friends〜』からのリカットである。
初回生産限定盤はCDとDVDの2枚組で、付属のDVDには昨年に開催されたツアー『JUJU HALL TOUR 2016 WHAT YOU WANT -2nd Selection-』からダイジェストとしてライブ映像を4曲収録する。
LIVE DVD&Blu-ray『-ジュジュ苑スペシャル- スナックJUJU at 国立代々木競技場第一体育館』と同時発売。

## 収録曲
1. Because of You [4:44]
作詞：E-3、作曲：FAST LANE・エリック・リボム・PIUS
ソニー・ピクチャーズ エンタテインメント配給映画『パッセンジャー』日本語吹替版テーマソング
2. あの夜のふたり [5:19]
作詞：松井五郎、作・編曲：森大輔
3. 笑えれば [5:21]
作詞・作曲：トータス松本、編曲：松浦晃久
ウルフルズの同名曲カバー。
トリビュートアルバム『ウルフルズTribute 〜Best of Girl Friends〜』収録曲。

### 初回生産限定盤DVD
『JUJU HALL TOUR 2016 WHAT YOU WANT -2nd Selection-』よりダイジェスト映像を収録。
1. 予感
2. この夜を止めてよ
3. ラストシーン
4. 君がついた嘘なら